# Felix d'Abthugni
Felix d'Abthugni est un évêque d'Aptonge (Abthugni) en Byzacène (Afrique romaine), au début du IVe siècle, mêlé au schisme donatiste.
Felix d'Abthugni était l'un des évêques ayant participé à l'ordination de Caecilianus de Carthage. Or, les donatistes l'ont accusé de traditor (il aurait livré aux autorités romaines des objets du culte pendant la persécution de Dioclétien), et estimaient donc que, le ministre ayant failli, les sacrements qu'il délivrait étaient invalide. Les accusations des donatistes contre Felix d'Abthugni sont à la base de leur contestation de l'ordination de Caecilianus comme évêque de Carthage.
Le 19 janvier 314, Felix comparaît devant le tribunal du vicaire Aelius Paulinus, à Carthage, pour se défendre contre ses accusateurs. Il est disculpé le 15 février par le proconsul Aelianus.